# 白玉宫
35°39′29″N 113°14′28″E / 35.65806°N 113.24111°E
白玉宫位于中国山西省陵川县潞城镇郊底村，2006年被列为第六批全国重点文物保护单位。
白玉宫始建年代不详，金大安至崇庆年间重修，后历代均有修葺，现存山门、过殿、正殿等建筑，坐北朝南，三间院落，其中过殿为金代遗构，余为明清所建。过殿面阔三间，进深六椽，单檐歇山顶，斗栱为四铺作单抄单下昂，梁架结构为三椽栿对前劄通檐用三柱。